# Michael W. Young
Michael Warren Young (Miami, 28 maart 1949) is een Amerikaans bioloog. Hij is 
hoogleraar aan de Rockefeller-universiteit in New York. In 2017 ontving hij samen met zijn landgenoten Jeffrey C. Hall en Michael Rosbash de Nobelprijs voor Fysiologie of Geneeskunde.

## Biografie
Michael Young groeide op in en rond Miami voordat zijn ouders naar Dalles verhuisden waar hij zijn high-schoolopleiding afrondde. Hij verkreeg in 1971 zijn diploma biologie aan de Universiteit van Texas in Austin. Na een zomer van onderzoek met Burke Judd naar het genoom van de fruitvlieg Drosophila bleef Young bij de Universiteit van Texas waar hij in 1975 promoveerde in de genetica. Het was gedurende deze periode dat Young gefascineerd raakte met onderzoek gericht op Drosophila.
Young vervolgde zijn studie via een postdoc-training aan de Stanford School of Medicine, waar hij zich richtte op de moleculaire genetica en dan specifiek naar transposon elementen. Later was hij werkzaam in het Dave Hogness Laboratorium waar hij bekend raakte met de methodes van recombinant DNA. Twee jaar later trad hij toe tot de Rockefeller-universiteit als universitair hoofddocent. In 1988 werd hij er hoogleraar en in 2004 werd Young benoemd tot Vice President for Academic Affairs en verkreeg hij ook leerstoel "Richard and Jeanne Fisher Chair".

## Werk
Youngs interesse naar de natuur en de biologische klok ontstond al op jonge leeftijd toen hij van zijn ouders een van Darwins boeken over de evolutie ontving. Het boek beschreef onder andere de biologische klok als de reden waarom een vreemde plant die hij jaren eerder had gezien bloemen produceert die overdag gesloten zijn en 's nachts geopend.
Aan de Rockefeller-universiteit begin jaren tachtig deed Young, samen met de twee lab-medewerkers Ted Bargello en Rob Jackson, verder onderzoek naar het circadiaan period-gen in fruitvliegjes van het geslacht Drosophila. Via genetische mutatie ontdekten ze dat de vliegjes het dag-nachtritme herstelde door het verplaatsen van een functioneel PER-eiwit. Volgend op de ontdekking van PER ging het laboratorium onder leiding van Young op zoek naar additionele circadiaanse genen.
Eind jaren tachtig werd een nieuw gen op chromosoom 2 ontdekt die de naam timeless kreeg. Ook vonden ze een sterke functionele relatie tussen deze genen die zorgen voor de aanmaak van de eiwitten PER en TIM. Het TIM-eiwit bindt zich aan het PER-eiwit tot een eiwitcomplex die de celkern kan binnendringen. Daar blokkeren ze de werking van het period-gen als er een teveel van het PER-eiwit wordt aangemaakt. Hierdoor ontstaat een negatieve feedbackloop.
Jeff Prince van het Young-laboratorium ontdekte ook een derde eiwit die bij dit proces van de biologische klok betrokken is: doubletime. Dit gen produceert het DBT-eiwit die ophoping van het PER-eiwit overdag vertraagd. Dit gen is daarom een belangrijk onderdeel in het 24-uurs dag/nachtritme.
- Bibsys: 97024017
- Bibliothèque nationale de France: cb125549165 (data)
- Gemeinsame Normdatei: 1140790706
- International Standard Name Identifier: 0000 0001 1033 0108
- Library of Congress Control Number: n92079981
- Nationale Bibliotheek van Tsjechië: mub2014816183
- Nationale Bibliotheek van Israël: 987007436704205171
- Nederlandse Thesaurus van Auteursnamen: 274394928
- ORCID: 0000-0002-9726-2247
- Système universitaire de documentation: 085747270
- Virtual International Authority File: 113070792
- WorldCat: E39PBJcGkQCHVyc8GtYPVjHDMP

1901: Behring · 
1902: Ross · 
1903: Finsen · 
1904: Pavlov · 
1905: Koch · 
1906: Golgi, Ramón y Cajal · 
1907: Laveran · 
1908: Mechnikov, Ehrlich · 
1909: Kocher · 
1910: Kossel · 
1911: Gullstrand · 
1912: Carrel · 
1913: Richet ·
1914: Bárány · 
1919: Bordet · 
1920: Krogh · 
1922: Hill, Meyerhof · 
1923: Banting, Macleod · 
1924: Einthoven ·
1926: Fibiger · 
1927: Wagner-Jauregg · 
1928: Nicolle · 
1929: Eijkman, Hopkins · 
1930: Landsteiner · 
1931: Warburg · 
1932: Sherrington, Adrian · 
1933: Morgan · 
1934: Whipple, Minot, Murphy · 
1935: Spemann · 
1936: Dale, Loewi · 
1937: Szent-Györgyi · 
1938: Heymans · 
1939: Domagk · 
1943: Dam, Doisy · 
1944: Erlanger, Gasser · 
1945: Fleming, Chain, Florey · 
1946: Muller · 
1947: C. Cori, G. Cori, Houssay · 
1948: Müller · 
1949: Hess, Moniz · 
1950: Kendall, Reichstein, Hench · 
1951: Theiler · 
1952: Waksman · 
1953: Krebs,Lipmann ·
1954: Enders, Weller, Robbins · 
1955: Theorell · 
1956: Cournand, Forssmann, Richards · 
1957: Bovet · 
1958: Beadle, Tatum, Lederberg · 
1959: Ochoa, Kornberg · 
1960: Burnet, Medawar · 
1961: Békésy · 
1962: Crick, Watson, Wilkins · 
1963: Eccles, Hodgkin, Huxley · 
1964: Bloch, Lynen · 
1965: Jacob, Lwoff, Monod · 
1966: Rous, Huggins · 
1967: Granit, Hartline, Wald · 
1968: Holley, Khorana, Nirenberg · 
1969: Delbrück, Hershey, Luria · 
1970: Katz, Euler, Axelrod · 
1971: Sutherland · 
1972: Edelman, Porter · 
1973: Frisch, Lorenz, Tinbergen · 
1974: Claude, De Duve, Palade · 
1975: Baltimore, Dulbecco, Temin ·
1976: Blumberg, Gajdusek · 
1977: Guillemin, Schally, Yalow · 
1978: Arber, Nathans, Smith · 
1979: Cormack, Hounsfield · 
1980: Benacerraf, Dausset, Snell · 
1981: Sperry, Hubel, Wiesel · 
1982: Bergström, Samuelsson, Vane · 
1983: McClintock · 
1984: Jerne, Köhler, Milstein · 
1985: Brown, Goldstein · 
1986: Cohen, Levi-Montalcini · 
1987: Tonegawa · 
1988: Black, Elion, Hitchings · 
1989: Bishop, Varmus · 
1990: Murray, Thomas · 
1991: Neher, Sakmann · 
1992: Fischer, Krebs · 
1993: Roberts, Sharp · 
1994: Gilman, Rodbell · 
1995: Lewis, Nüsslein-Volhard, Wieschaus · 
1996: Doherty, Zinkernagel · 
1997: Prusiner · 
1998: Furchgott, Ignarro, Murad · 
1999: Blobel · 
2000: Carlsson, Greengard, Kandel ·
2001: Hartwell, Hunt, Nurse · 
2002: Brenner, Horvitz, Sulston · 
2003: Lauterbur, Mansfield · 
2004: Axel, Buck · 
2005: Marshall, Warren ·
2006: Fire, Mello ·
2007: Capecchi, Smithies, Evans ·
2008: Zur Hausen, Barré–Sinoussi, Montagnier ·
2009: Blackburn, Greider, Szostak ·
2010: Edwards ·
2011: Beutler, Hoffmann, Steinman ·
2012: Gurdon, Yamanaka ·
2013: Rothman, Schekman, Südhof ·
2014: O'Keefe, Moser, Moser ·
2015: Campbell, Omura, Tu ·
2016: Osumi ·
2017: Hall, Rosbash, Young ·
2018: Allison, Honjo ·
2019: Kaelin, Ratcliffe, Semenza ·
2020: Alter, Houghton, Rice ·
2021: Julius, Patapoutian ·
2022: Pääbo ·
2023: Karikó, Weissman ·
2024: Ambros, Ruvkun